# Thecla burdi
Thecla burdi är en fjärilsart som beskrevs av William James Kaye 1923. Thecla burdi ingår i släktet Thecla och familjen juvelvingar. Inga underarter finns listade i Catalogue of Life.